# Peter Knoch
Peter Knoch (* 3. März 1935 in Aachen; † 1994) war ein deutscher Historiker und Geschichtsdidaktiker.

## Leben und Werk
Knoch studierte an den Universitäten Bonn und Basel Geschichte und Deutsch sowie ergänzend Philosophie und Sport. 1965 wurde er an der Universität Bonn mit einer von Helmut Beumann betreuten Studie zu Albert von Aachen promoviert. Anschließend arbeitete er bis 1969 als wissenschaftlicher Assistent von August Nitschke am Historischen Institut der Technischen Hochschule Stuttgart.
1969 wurde Knoch an die Pädagogische Hochschule Ludwigsburg berufen und dort 1972 zum Professor für Geschichte und Didaktik der Geschichte ernannt. Auf der fachwissenschaftlichen Ebene befasste sich Knoch schwerpunktmäßig mit der Rekonstruktion des Kriegsalltages in verschiedenen historischen Epochen und quellenkritischen Untersuchungen zur Feldpost aus den beiden Weltkriegen. Seine umfangreiche Sammlung liegt heute im Archiv der Stuttgarter Bibliothek für Zeitgeschichte.
Knoch leistete wesentliche Beiträge zur Didaktik eines offenen Geschichtsunterrichts mit den Prinzipien des Entdeckenden Lernens, wobei er von der Leitvorstellung ausging, dass Geschichtsunterricht nur gelingen könne, wenn Schüler geschichtliche Probleme zu „ihrem Problem“ machten, wofür der Unterricht kreative Anregungen und fachliche Hilfestellung zu leisten habe. Knoch war Herausgeber des fünfbändigen im Klett-Verlag erscheinenden unterrichtlichen Standardwerkes Spurensuche Geschichte. Anregungen für einen kreativen Geschichtsunterricht und gehörte von 1987 bis zu seinem Tod 1994 dem wissenschaftlichen Redaktionsbeirat der im Westermann Schulbuchverlag erscheinenden Fachzeitschrift Praxis Geschichte an.

## Schriften (Auswahl)
- Studien zu Albert von Aachen. Der 1. Kreuzzug in der deutschen Chronistik. Klett, Stuttgart 1966 (Dissertation, Universität Bonn, 1965).
- Entdeckendes Lernen im geschichtlichen Unterricht. In: Günter Neff (Hrsg.): Praxis des entdeckenden Lernens in der Grundschule. Scriptor, Kronberg/Ts 1977, ISBN 3-589-20561-X, S. 82–116.
- Versuche mit offenem Geschichtsunterricht. In: Geschichtsdidaktik 7, 1982, S. 439–451.
- (Herausgeber zusammen mit Thomas Leeb) Heimat oder Region? Grundzüge einer Didaktik der Regionalgeschichte. Diesterweg, Frankfurt am Main 1984, ISBN 3-425-07329-X.
- Feldpost – eine unentdeckte historische Quellengattung. In: Geschichtsdidaktik 11, 1986, S. 154–171.
- Kriegserlebnisse als biographische Krise. In: Andreas Gestrich, Peter Knoch und Helga Merkel (Hrsg.): Biographie – sozialgeschichtlich. Vandenhoeck & Ruprecht, Göttingen 1988, ISBN 3-525-33550-4, S. 86–108.
- (Herausgeber) Kriegsalltag. Die Rekonstruktion des Kriegsalltags als Aufgabe der historischen Forschung und der Friedenserziehung. Metzler, Stuttgart 1989, ISBN 3-476-30320-9.
- (Herausgeber) Spurensuche Geschichte. Anregungen für einen kreativen Geschichtsunterricht. 5 Bände. Klett, Stuttgart 1990–1993:
  - Bd. 1: Von der Vorgeschichte zum Frühmittelalter, ISBN 3-12-420010-1;
  - Bd. 2: Vom Mittelalter zur Französischen Revolution, ISBN 3-12-420020-9;
  - Bd. 3: Vom Wiener Kongress zur Entstehung der Sowjetunion, ISBN 3-12-420030-6;
  - Bd. 4: Von der Weimarer Republik bis zum Ende des Zweiten Weltkrieges, ISBN 3-12-420040-3;
  - Bd. 5: Deutschland und die Welt nach 1945, ISBN 3-12-420050-0.
- Erleben und Nacherleben. Das Kriegserlebnis im Augenzeugenbericht und im Geschichtsunterricht. In: Gerhard Hirschfeld, Gerd Krumeich und Irina Renz (Hrsg.): „Keiner fühlt sich hier mehr als Mensch…“. Erlebnis und Wirkung des Ersten Weltkriegs. Klartext Verlag, Essen 1993, ISBN 3-88474-004-0 (Schriften der Bibliothek für Zeitgeschichte; N.F. 1), S. 199–220 (online, PDF, 405 kB).